# وادي خط عطي
وادي خط عطي هو واد في شمال أفريقيا، يبدأ مجرى الوادي بالقرب من أوسرد في المنطقة المتنازع عليها في الصحراء الغربية ويمر في الجنوب الغربي عبر منطقتي داخلة نواذيبو وإينشيري، وينتهي في باي دواتي على الساحل الأطلسي شرق مدينة يويك، عند حوض أركين الوطني.
يغطي حوض خط عطي كما حدده برنامج تقييم المياه العابرة للحدود التابع لصندوق البيئة العالمي 83,295 كيلومتر مربع (32,160 ميل2) وهي موطن لما يقدر بـ 99599 شخصًا. تقع بعض المدن الموريتانية (على الطريق السريع بين نواكشوط ونواذيبو) على طول الوادي، وكذلك منجم الذهب تازياست.
ويرجح بعض المؤرخين ان خط عطي هو أحد روافد نهر قديم، يُطلق عليه اسم نهر تمنراست، الذي كان يتدفق عبر الصحراء إلى خليج أرجوين خلال فترات الرطوبة في أواخر العصر الرباعي. وأجريت بعض الحفريات في مواقع متفرقة من الوادي، وعثر خلالها على بعض القطع الأثرية التي تعود إلى العصر الحجري الحديث على طول الجزء الموريتاني من الوادي.